# Euselasia rava
Euselasia rava är en fjärilsart som beskrevs av Hans Ferdinand Emil Julius Stichel 1928. Euselasia rava ingår i släktet Euselasia och familjen Riodinidae. Inga underarter finns listade i Catalogue of Life.